# Chelonus australiensis
Chelonus australiensis är en stekelart som beskrevs av Szepligeti 1905. Chelonus australiensis ingår i släktet Chelonus och familjen bracksteklar. Inga underarter finns listade i Catalogue of Life.